# Зал славы госпела
Зал славы госпела (англ. Gospel Music Hall of Fame) — зал славы, основанный Ассоциацией музыки госпел в 1971 году с целью чествования людей и групп, внёсших значительный вклад в музыку госпел.
Тогда же в 1971 году туда была принята первая группа исполнителей. Избрание в зал славы происходит путём голосования тщательно подобранными Ассоциацией музыки госпел людьми, а именно группой из около 300 человек, каждый из которых как минимум с 10-летним опытом на поприще госпела. К 2000 году в зал славы было избрано 114 исполнителей, к 2001 — 122, к 2004 — 125, к 2006 — более 140.
За многие годы своей работы зал славы получил широкое общественное признание и поддержку.
Зал славы и музей госпела располагается в городе Нашвилл, Теннесси в специальном здании.

## Лауреаты
Это неполный лист включённых в Зал славы госпела.

### Частные лица
- Пэт Бун (включён в 2003 году)
- Джонни Кэш (2010)
- Фанни Кросби — автор (1975)
- Арета Франклин (2012)
- Эми Грант (2003)
- Билли Грэм — за предоставление платформы множеству артистов, имевших честь выступать на устраиваемых им мероприятиях (1999)
- Эл Грин (2004)
- Кит Грин (2001)
- Махалия Джексон (1978)
- Джон Ньютон — автор стихов к «Amazing Grace» (1982)
- Ларри Норман (2001)
- Долли Партон (2009)
- Элвис Пресли (2001)
- Майкл Дабл-ю Уитакер (2009)
- Джей-ди Самнер (1984)
- Этель Уотерс (1984)
- Чарльз Уэсли — автор (1995)

### Группы
- The Blackwood Brothers (1998)
- The Blind Boys of Alabama (2002)
- Cathedral Quartet (1999)
- DeGarmo & Key (2010)
- The Fairfield Four (1999)
- Fisk Jubilee Singers (2000)
- The Hoppers (2012)
- Bill Gaither Trio (1999)
- The Imperials (1998)
- The Jordanaires (1998)
- The Kingsmen (2000)
- Mighty Clouds of Joy (1999)
- Truth (2000)
- Petra (2000)
- The Rambos (2001)
- Second Chapter of Acts (1999)
- The Singing LeFevres (1998)
- The Statler Brothers (2007)
- The Winans (2007)
- Take 6 (2014)